# 托爾萬德湖
66°53′13.58″N 31°1′27.63″E / 66.8871056°N 31.0243417°E

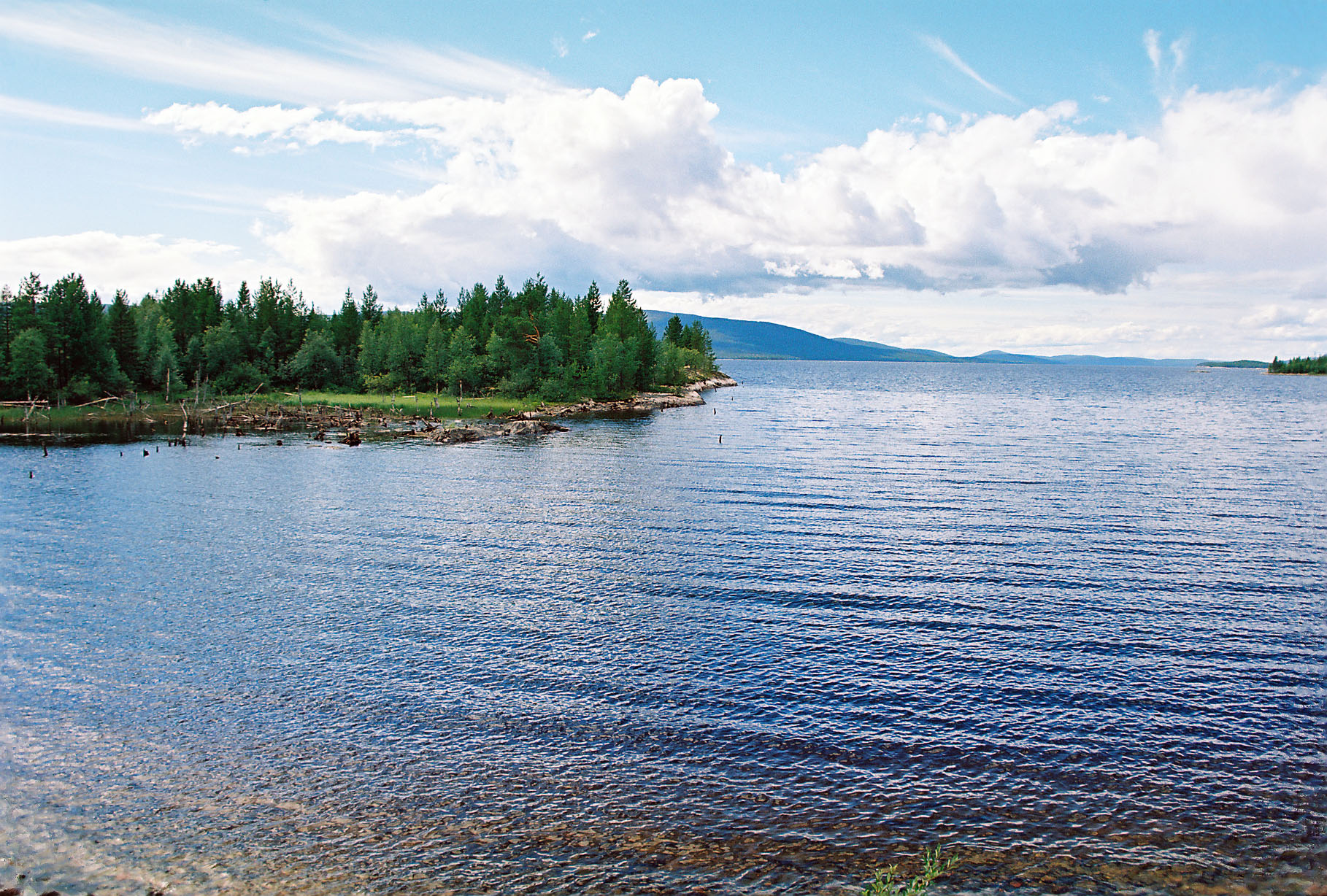

托爾萬德湖（俄语：Толванд），是俄羅斯的湖泊，位於該國西北部，由摩爾曼斯克州負責管轄，處於科拉半島，長30公里、寬6公里，面積52.7平方公里，海拔高度97.8米。